# Mira telescòpica tèrmica
Una mira telescòpica tèrmica o visor telescòpic d'infraroigs, és un aparell d'observació que combina una mira telescòpica i una càmera termogràfica compacta. Es poden muntar sobre una varietat d'armes petites, així com sobre algunes armes més pesades.
Igual que en els sensors regulars, els visors d'infraroigs poden funcionar en una foscor total. L'abast tèrmic pot ser molt útil en llocs amb neu, ja que l'extrema diferència de temperatures entre la neu i una font de calor (com ara el cos humà) crea un alt contrast visual entre ambdós. Això facilita la localització de qualsevol font de calor contrastant-la amb el fons de temperatura més baixa.

## Nova generació
Els caçadors utilitzen freqüentment visors tèrmics per ajudar per a detectar les preses, com porcs senglars, coiots, o rosegadors (rates, etc..). La capacitat visual de veure's fins i tot en la foscor completa permet que el caçador pugui detectar i tingui consciència de possibles preses, facilitant-li una captura ràpida i precisa.
La nova generació d'armes tèrmiques té funcions d'ús compartit i és compatible amb llocs web que comparteixen vídeo, incloent YouTube. Tota l'aventura de tir es registra amb el dispositiu d'imatges tèrmiques i es reenvia amb una aplicació de telèfon mòbil. El fitxer es transfereix mitjançant una xarxa wifi i els clips de vídeo es poden copiar directament en un lloc web per compartir vídeos o bé es poden emmagatzemar en una targeta SD i, per veure'ls posteriorment, en un ordinador personal o un televisor. Els visors tèrmics de nova generació son fabricats per companyies com Flir i Pulsar i, com els de la generació anterior, són utilitzats principalment per militars i caçadors.